# وزارة التعليم (الصين)
وزارة التعليم في جمهورية الصين الشعبية (بالصينية: 中华人民共和国教育部) هي وزارة تابعة للحكومة الشعبية المركزية مسؤولة عن التعليم الأساسي والتعليم المهني والتعليم العالي والشؤون التعليمية الأخرى في جميع أنحاء الصين. تعمل وزارة التعليم أيضًا كممول لمعظم الجامعات والكليات العامة الوطنية في الصين. تعتمد الوزارة أيضًا مؤسسات التعليم العالي والمناهج ومعلمي المدارس.

## وصلات خارجية
- الموقع الرسمي